# Oreothraupis arremonops
Tico-tico-tangará ou toqui-avermelhado (Oreothraupis arremonops) é uma espécie de ave da família Thraupidae. É a única espécie do género Oreothraupis.
Pode ser encontrada nos seguintes países: Colômbia e Equador.
Os seus habitats naturais são: regiões subtropicais ou tropicais húmidas de alta altitude.
Está ameaçada por perda de habitat.